# Čudotvornaja
Čudotvornaja (Чудотворная) è un film del 1960 diretto da Vladimir Nikolaevič Skujbin.